# Weltmeisterschaften im Gewichtheben 1904
Die 5. Weltmeisterschaften im Gewichtheben fanden am 18. April 1904 in der cisleithanischen Hauptstadt Wien statt. An den von der International Weightlifting Federation (IWF) ausgetragenen Wettkämpfen nahmen dreizehn Gewichtheber aus vier Nationen teil. Weltmeister im Achtkampf wurde der Wiener Josef Steinbach, vor seinen Landsmännern Josef Grafl und Johann Staudinger.

## Medaillengewinner
| Disziplin | Gold            | Silber      | Bronze            |
| --------- | --------------- | ----------- | ----------------- |
| Achtkampf | Josef Steinbach | Josef Grafl | Johann Staudinger |

## Medaillenspiegel
Die Platzierungen im Medaillenspiegel sind nach der Anzahl der gewonnenen Goldmedaillen sortiert, gefolgt von der Anzahl der Silber- und Bronzemedaillen (lexikographische Ordnung). Weisen zwei oder mehr Nationen eine identische Medaillenbilanz auf, werden sie alphabetisch geordnet auf dem gleichen Rang geführt.
| Rang | Nation        | Gold | Silber | Bronze | Gesamt |
| ---- | ------------- | ---- | ------ | ------ | ------ |
| 1.   | Cisleithanien | 1    | 1      | 1      | 3      |